# Lâcher prise
Lâcher prise est une série télévisée de comédie dramatique québécoise en 52 épisodes de 22 minutes créée par Isabelle Langlois et diffusée entre le 9 janvier 2017 et le 30 mars 2020 sur ICI Radio-Canada Télé. En France, elle est diffusée sur TV5 Monde et france.tv.

## Synopsis
Valérie Danault est une jeune mère, nouvellement divorcée, au calendrier bien rempli par sa vie professionnelle de conseillère fiscaliste. Alors qu'elle est toujours en contrôle, un léger contretemps cause un jour un retard dans son emploi du temps et les incidents s'enchaînent, ce qui lui fait manquer un rendez-vous professionnel important. Valérie perd alors son emploi à la suite d'une dispute avec son patron.
Elle est en fait victime d'un épuisement professionnel et décide de faire le grand ménage dans sa vie. Tombant dans une grande déprime, elle perd pied et doit trouver de l'aide auprès de sa mère, Madeleine Legault, une ancienne journaliste de renom mise sur la touche, alors qu'elle est depuis plus d'un an en froid avec elle à la suite d'un échange de paroles acerbes. Voyant sa fille en détresse, et elle-même ayant dû toute sa vie faire face à des épisodes similaires, Madeleine fait hospitaliser pour une courte durée Valérie avant de l'accueillir chez elle avec son fils Thomas qui vit depuis le divorce de ses parents en garde alternée entre sa mère et son père Éric. Ce dernier a dû faire son coming-out quelques mois auparavant et se construit une nouvelle vie avec son compagnon Kevin. Valérie entreprend dès lors un long parcours pour reprendre le contrôle de sa vie, personnelle et professionnelle.
Cette émission est la première au Québec à aborder l'homoparentalité avec trois parents.

## Distribution
- Sophie Cadieux : Valérie Danault
- Sylvie Léonard : Madeleine Legault
- Simon Lacroix : Éric Samson
- Éric Paulhus : Kevin Bergeron
- Jean-Moïse Martin : Simon Phaneuf
- Gildor Roy : Gilles Danault
- Éric Bernier : Stéphane Labelle
- Antoine Archambault (saison 1 à 3) / Thomas Haché (saison 4) : Thomas
- Christine Beaulieu : Josiane
- Suzanne Champagne : Suzanne
- Emmanuel Schwartz : Jean-François Phaneuf
- Mathieu Quesnel : Romain Phaneuf
- Micheline Bernard : Jacinthe Phaneuf
- Michel Laperrière : Serge Phaneuf
- Danielle Proulx : Rachel, la psychothérapeute
- Lili Arseneau : Margot
- Émilie Bierre (saison 1 à 2) / Charlie Laplante (saison 3 et 4) : Bianca (« Bibi »)
- Mani Soleymanlou : Hakim, l'éditeur
- Geneviève Schmidt : Mylène
- Olivia Palacci : Geneviève Masson
- Henri Chassé : Shawn
- Claude Laroche : l'abbé
- Yanic Truesdale : Todd
- Nico Racicot : Gary

## Fiche technique
- Scénariste : Isabelle Langlois
- Réalisateurs : Stéphane Lapointe (saison 1) et Sébastien Gagné (saisons 2, 3 et 4)
- Chefs opérateurs : Simon Villeneuve et Stéphanie Anne
- Producteurs : François Rozon et Vincent Gagné
- Société de production : Encore Télévision

## Épisodes

### Première saison (2017)
Elle est diffusée à la télévision depuis le 9 janvier 2017.
1. Le Détail qui tue
2. Dormir
3. Déni
4. Lust Actually
5. Nul n'est une île
6. Visite libre
7. Tourner la page
8. Harmonie du soir
9. Avancer en arrière
10. La Fuite en avant
11. Changer d'air
12. Contrôle du lâcher-prise
13. Grand ménage

### Deuxième saison (2018)
Elle est diffusée à la télévision depuis le 8 janvier 2018.
1. Hamster
2. Fugue
3. Libido
4. Secret
5. Dialogue
6. Confidences
7. Défoulement
8. Manipulation
9. Rancunes
10. Furie
11. Rechute
12. Maelström
13. Promesse

### Troisième saison (2019)
Elle est diffusée à la télévision depuis le 7 janvier 2019.
1. Ça laisse une petite grafigne
2. Au pire, j'ai servi d'accélérant
3. C'est comme hésiter entre quatre chandails beige
4. C'est là qu'on s'en va ?
5. Pourrais-tu être plus vague ?
6. À notre étage, les fenêtres ouvrent pas
7. Carpe diem, crisse !
8. C’est tout ?
9. Est par là, ta vie
10. On n'insémine pas une femme en ta…
11. J'ai failli prendre ton pouls
12. J'ai mis la barre haut
13. Ma tournée d'excuses

### Quatrième saison (2020)
Elle est diffusée à la télévision depuis le 6 janvier 2020.
1. C'est commencé depuis le jour où on s'est rencontrés
2. Je mangerais le sofa !
3. Un éléphant, ça se mange une bouchée à la fois
4. J'aurais pu écrire une grande saga nordique
5. Tu te magasines une soupe aux dents
6. C'est pas moi qui a mis l'éléphant dans la pièce
7. Embargo
8. I Lost My Baby
9. La paix dans le monde pis toute la patente
10. Voyager léger
11. Voir que j'ai fait exprès
12. Le Point d'équilibre 1
13. Le Point d'équilibre 2

## Récompenses
- Prix Gémeaux[4],[5] (2017) :
  - Meilleure comédie[5]
  - Meilleure réalisation : comédie : Stéphane Lapointe
  - Meilleur texte : comédie : Isabelle Langlois
  - Meilleur montage : fiction
  - Meilleur premier rôle féminin : comédie : Sophie Cadieux[6]
  - Meilleur rôle de soutien : comédie : Sylvie Léonard
- Prix Gémeaux (2018) : 
  - Meilleure comédie[7]
  - Meilleur texte : comédie : Isabelle Langlois
  - Meilleur premier rôle féminin : comédie : Sophie Cadieux[7]
  - Meilleure réalisation : comédie : Sébastien Gagné
  - Meilleur rôle de soutien masculin : comédie : Simon Lacroix
  - Meilleur rôle de soutien féminin : comédie : Sylvie Léonard
- Prix Gémeaux (2019) :
  - Meilleure comédie
- Gala ARTIS (2017)
  - Rôle masculin : comédies : Gildor Roy
- Gala ARTIS (2019):
  - Rôle masculin : comédies : Gildor Roy
- Banff World Media Festival :
  - Best Comedy series – Non-English language